# Movsès Kaghankatvatsi
Moïse (ou Movsès) Kaghankatvatsi (en arménien Մովսես Կաղանկատվացի), également Moïse Daskhourantsi (Մովսես Դասխուրանցի), est un historien arménien originaire d'Aghbanie ayant vécu au VIIe siècle.
Son identité et l'attribution de ses écrits sont incertains : Mkhitar Goch (XIIe siècle) le nomme Moïse Daskhourantsi, ce qui constitue la seule occurrence de ce nom ; Kirakos de Gandzak (XIIIe siècle), dans son Histoire des Arméniens, le nomme Moïse Kaghankatvatsi.
Son œuvre principale s'intitule Histoire de l'Aghbanie. L'attribution à un auteur unique est toutefois incertaine en raison des événements relatés : les livres I et II abordent l'invasion khazare de la Transcaucasie et d'autres événements du VIIe siècle, alors que le livre III, d'un style différent, relate les expéditions des Rus' sur la mer Caspienne et leur conquête de la capitale aghbanienne au Xe siècle.